# Hopkins Ridge
Hopkins Ridge ist ein Gebirgskamm in den Havre Mountains im Norden der westantarktischen Alexander-I.-Insel vor der Westküste der Antarktischen Halbinsel. Er ragt in Form einer Landspitze 1,9 km nördlich von Dint Island und 9 km westlich des Mount Holt an der Lasarew-Bucht auf.
Das UK Antarctic Place-Names Committee benannte ihn 2015. Namensgeber ist der britische Biogeochemiker David William Hopkins von der University of Gloucestershire, Vorsitzender des britischen Komitees zur Antarktisforschung.